# Suse Preisser
Suse Preisser (* 7. Oktober 1920 in Leipzig; † 9. Oktober 1979) war eine deutsche Balletttänzerin, Choreografin und Ballettmeisterin.

## Leben
Suse Preisser ist die Enkelin des deutschsprachigen Autors Wilhelm Rudeck. Sie wuchs als Tochter des Leipziger Steinbruchbesitzers Fritz Preisser und seiner Ehefrau Gertraude Preisser (geb. Rudeck) auf. Ab dem achten Lebensjahr besuchte sie die Ballettschule Erna Abendroth in Leipzig, studierte später an der Ballettschule der Mailänder Scala und nahm Stunden bei Ettorina Mazzuchelli. Ihr Debüt gab Suse Preisser mit der Uraufführung des Romeo-und-Julia-Balletts Die Liebenden von Verona, mit der Musik von Leo Spies und dem Libretto und der Choreographie von Tatjana Gsovsky am  Leipziger Opernhaus.
Suse Preisser war Solistin am  Leipziger Opernhaus, an der  Weimarer Oper und zuletzt an der Deutsche Oper Berlin. Sie übernahm die Hauptrollen u. a. in Schwanensee, Petruschka, Weiße Rose und Abraxas.
Der Tanzstil von Suse Preisser galt als äußerst schlicht und klassisch.

## Filmografie
- 1953: Fernsehen im Sportpalast
- 1954: Ballett und Pantomime
- 1957: Jockel Stahl+